# Stigmidium leprariae
Stigmidium leprariae är en lavart som beskrevs av Zhurb. 2007. Stigmidium leprariae ingår i släktet Stigmidium och familjen Mycosphaerellaceae.   Inga underarter finns listade i Catalogue of Life.